# Queenstown (Australia)
Queenstown è una città mineraria fondata nel 1862, situata sulla costa ovest della Tasmania, Australia.
Le prime scoperte nel sottosuolo avvennero solo nel 1881 quando fu ritrovato dell'oro sul monte Lyell. Nel 1892 iniziarono le ricerche del rame e la compagnia che scoprì per prima l'oro sul territorio si registrò ufficialmente con il nome di Mount Lyell Mining and Railway Company. Nel 1900 la città divenne il centro minerario del distretto di Mount Lyell.